# Яньши
Яньши́ (кит. упр. 偃师, пиньинь Yǎnshī) — городской уезд городского округа Лоян провинции Хэнань (КНР).

## Этимология
Название означает «остановить войска» и связано с тем, что в этих местах в XI веке до н. э. У-ван распустил армию после того, как сверг династию Шан, и основал династию Чжоу.

## История
Эти места были населены с древнейших времён, именно здесь археологами была обнаружена культура Эрлитоу. В XVI веке до н. э. шанский правитель Тан, свергнув династию Ся, основал в этих местах свою столицу Сихао (西豪). После того, как чжоуский У-ван сверг династию Шан, то в этих местах он распустил свою армию, и потому эта местность с тех пор носит название «Яньши».
При империи Хань был образован уезд Яньши (偃师县). При империи Западная Цзинь он был присоединён к уезду Лоян (洛阳县), но при империи Суй воссоздан.
В 1949 году был образован Специальный район Лоян (洛阳专区), и уезд вошёл в его состав. В 1969 году Специальный район Лоян был переименован в Округ Лоян (洛阳地区). В 1983 году округ уезд был переподчинён властям города Лоян.
В 1993 году уезд Яньши был преобразован в городской уезд.

## Административное деление
Городской уезд делится на 3 уличных комитета и 9 посёлков.

## Экономика

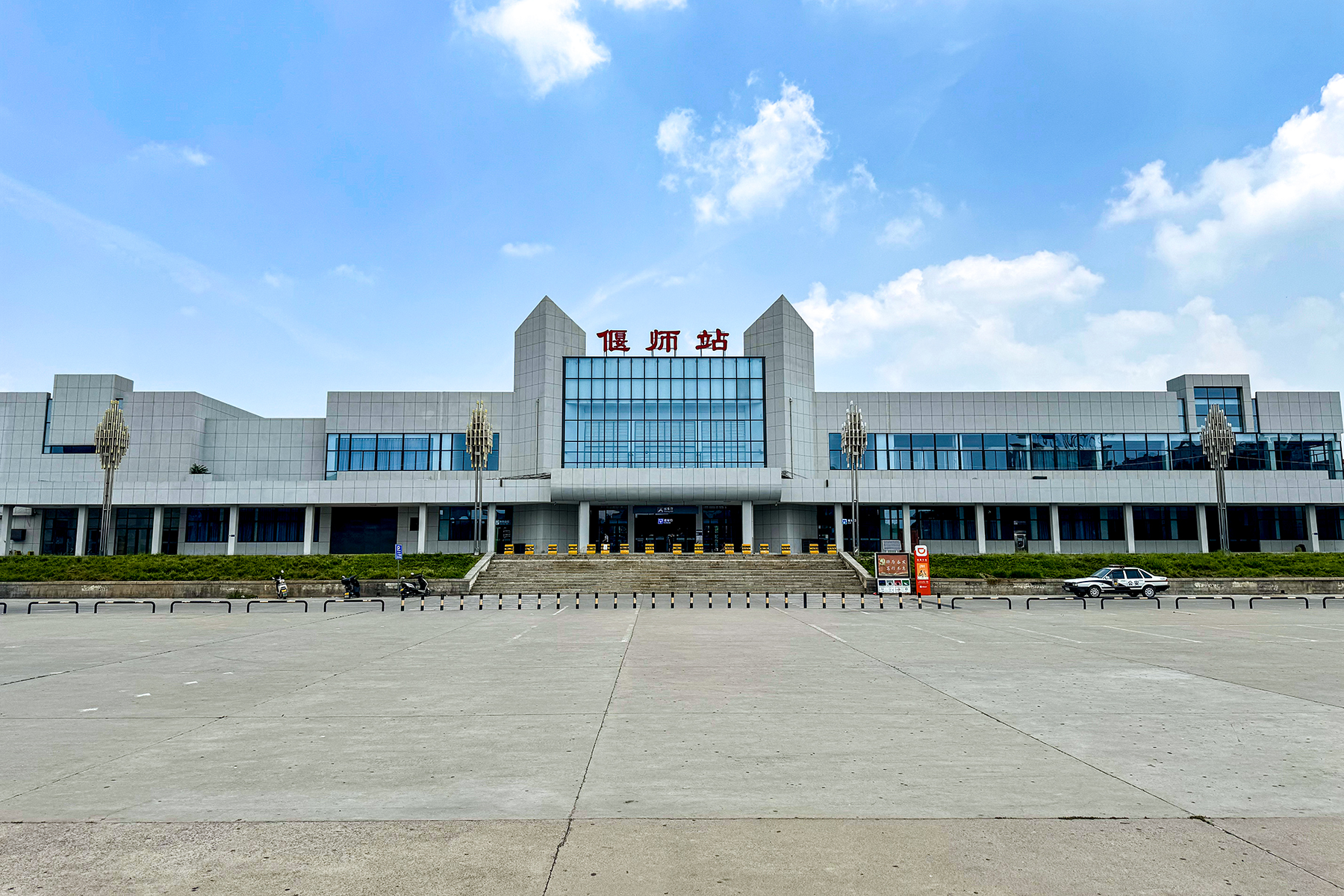
Железнодорожный вокзал Яньши

Промышленный парк «Чжуфэн» в Яньши является крупнейшим в Китае центром по производству трициклов. В 2023 году объём производства трехколесных мотоциклетных транспортных средств в районе Яньши составил почти 400 тыс. единиц, а выручка отрасли составила около 4,5 млрд юаней; было экспортировано 58 тыс. транспортных средств на сумму 650 млн юаней.
Также Яньши является крупнейшим центром по производству тканевой обуви в Китае. По состоянию на 2024 год в районе работало более 600 обувных фабрик и 500 предприятий смежных отраслей (обработка тканей, изготовление подошв и другие операции), на которых было занято почти 100 тыс. человек. В 2024 году в Яньши было выпущено 400 млн пар обуви на общую сумму 12 млрд юаней (1,65 млрд долл. США). Продукция экспортируется в более чем 50 стран и регионов мира, включая США, Японию, Южную Корею и Индию (в 2023 году экспорт тканевой обуви из Яньши превысил 160 млн пар, что составило около 40 % от общего объёма годового производства).